# The River in Reverse
Albums de Elvis Costello with Allen Toussaint
My Flame Burns Blue
(2006) The Best of Elvis Costello: The First 10 Years
(2007)
The River in Reverse (2006) est un album issu d'une collaboration entre Elvis Costello et Allen Toussaint. Il a reçu une nomination aux Grammy Awards pour le "meilleur album pop chanté".

## Liste des pistes
Toutes les chansons ont été écrites par Allen Toussaint, sauf indication contraire.
| No  | Titre                                 | Auteur                        | Durée |
| --- | ------------------------------------- | ----------------------------- | ----- |
| 1.  | On Your Way Down                      |                               | 4:54  |
| 2.  | Nearer to You                         |                               | 3:32  |
| 3.  | Tears, Tears and More Tears           |                               | 3:30  |
| 4.  | The Sharpest Thorn                    | Elvis Costello; Toussaint     | 4:16  |
| 5.  | Who's Gonna Help Brother Get Further? |                               | 5:04  |
| 6.  | The River in Reverse                  | Costello                      | 4:32  |
| 7.  | Freedom for the Stallion              |                               | 2:58  |
| 8.  | Broken Promise Land                   |                               | 4:34  |
| 9.  | Ascension Day                         | Roy Byrd; Costello; Toussaint | 2:57  |
| 10. | International Echo                    | Costello; Toussaint           | 4:58  |
| 11. | All These Things                      |                               | 4:07  |
| 12. | Wonder Woman                          |                               | 3:08  |
| 13. | Six-Fingered Man                      | Costello; Toussaint           | 4:31  |
| 14. | Where Is The Love                     | iTunes Bonus Track            | 3:54  |

## Personnel
- Elvis Costello - Chant; Guitare; Claviers; Tambourin
- Allen Toussaint - Chant et Chant d'accompagnement; Piano électrique; Arrangements Cuivres
- Carl Blouin - Saxophone baryton
- Amadee Castenell - Saxophone soprano; Saxophone ténor
- Brian Cayolle - Saxophone baryton
- Davey Faragher - Guitare basse; Chant d'accompagnement
- Steve Nieve - Piano; Claviers; Clavinet
- Pete Thomas - Batterie; Percussions